# 坪井吉文
坪井 吉文（つぼい よしふみ、1976年1月14日 - ）は、日本のバーテンダー、 フレアバーデンダー。
広島県豊田郡出身、千葉県在住。20歳でBAR ROBROYを開業。ジャパンバーテンダースクール・ジャパンカフェスクールを開校し、校長を務める。（2016年4月現在）

## 経歴
1997年 “BAR ROBROY”開業。
2006年 社団法人日本バーテンダー協会 千葉県支部支部長就任
2008年 社団法人日本バーテンダー協会 千葉県支部 顧問就任
『BAR ROB ROY ニューウェーブカクテルテクニック』を出版
- 学校法人 中村学園 国際トラベル&ホテル専門学校講師
- シガーアドバイザー協会認定アドバイザー
- IBA認定インターナショナルバーテンダー資格証書取得
- 日本バリスタ協会バリスタライセンス JBA Barista Level 1 取得
- 日本スペシャリティーコーヒー協会コーヒーマイスター資格取得
- ジャパンバーテンダースクール 校長
- ジャパンカフェスクール  校長

## コンクール受賞歴
1998年
Jr.カクテルコンペティション 関東本部大会 銀賞
1999年
千葉カクテルコンクール  優勝

Jr.カクテルコンペティション全国大会 銀賞

Jr.カクテルコンペティション 関東本部大会 金賞

Jr.カクテルコンペティション 関東本部大会 グランプリ

Jr.カクテルコンペティション全国大会 銅賞
2000年
千葉カクテルコンクール 創作部門 優勝・総合 ２位
2001年
千葉カクテルコンクール 創作部門 優勝・課題部門 優勝・総合 優勝
2002年
千葉カクテルコンクール 課題部門 優勝・総合 優勝
2003年
全国バーテンダー技能競技 関東本部大会 創作部門優勝・ベストテクニカル賞

千葉カクテルコンクール 創作部門 優勝・課題部門 優勝・総合 優勝
2004年
全国バーテンダー技能競技 関東本部大会 ベストテクニカル賞

千葉カクテルコンクール 課題部門 優勝・フルーツカッティング部門 優勝・総合 優勝

全国フレアテンディングカクテルコンペティション 全国大会 5位
2005年
全国バーテンダー技能競技 関東本部大会 創作部門 優勝・総合 準優勝

全国バーテンダー技能競技 全国大会 ベストテイスト賞・課題部門 第2位

International Cocktail Competition＝世界大会＝ テクニカル部門 1位・総合 準優勝

千葉カクテルコンクール 創作部門 優勝・フルーツカッティング部門 優勝・総合 優勝
2006年
社団法人 日本バーテンダー協会 千葉県支部 支部長就任
2008年
社団法人 日本バーテンダー協会 千葉県支部 顧問就任

『BAR ROB ROY ニューウェーブカクテルテクニック』を出版
2012年
全国フレアテンディングカクテルコンペティション 関東本部大会 優勝

全国フレアテンディングカクテルコンペティション 全国大会 6位
2013年
全日本フレア・バーテンダーズ協会主催 FLAIR DREAM WINTER 2013 ROOKE 2位

全日本フレア・バーテンダーズ協会主催 NEW GENERATION FLAIR  (全国大会) 3位
2014年
全日本フレア・バーテンダーズ協会主催 NEW Fresh FLAIR (全国大会) 3位
2015年
HACHINOHE MAYOR`S Cup Cocktail COMPETITION クラシック部門 ベストテクニカル賞・ペルノリカール賞
2016年
HACHINOHE MAYOR`S Cup Cocktail COMPETITION クリエィティブ部門   3位

## 著作
- 『BAR ROB ROY ニューウェーブカクテルテクニック』 2008年、雄山閣、ISBN 978-4639020516